# California State University

Logotyp

California State University (förkortning: CSU) är ett delstatligt ägt universitetssystem i Kalifornien.
California State University har 23 campus, lokaliserade runt om i Kalifornien, med sammanlagt över 400 000 studenter. 95 procent av dessa kommer från Kalifornien. Räknat till antalet studenter är det är det största universitetssystemet i hela USA.
Till skillnad från det mer elit- och forskningsinriktade University of California (UC) som också ägs av delstaten Kalifornien, är California State University (CSU) i huvudsak inriktat på grundutbildning, och det är vanligen lättare att bli antagen till CSU än till UC.

## Bakgrund
De olika skolarna fördes samman i ett system, California State Colleges, som en följd av Donahoe Higher Education Act of 1960 som antogs av Kaliforniens delstatslegislatur. Namnet byttes 1972 till California State University and Colleges och från 1982 är namnet The California State University.

## Campus
| Namn                                              | Bild | Ort             | Grundat | Antal studenter |
| ------------------------------------------------- | ---- | --------------- | ------- | --------------- |
| San Jose State University                         |      | San Jose        | 1857    | 33 800          |
| California State University, Chico                |      | Chico           | 1887    | 15 400          |
| San Diego State University                        |      | San Diego       | 1897    | 35 700          |
| San Francisco State University                    |      | San Francisco   | 1899    | 26 600          |
| California Polytechnic State University           |      | San Luis Obispo | 1901    | 22 000          |
| California State University, Fresno               |      | Fresno          | 1911    | 24 900          |
| California State Polytechnic University, Humboldt |      | Arcata          | 1913    | 5 700           |
| California State University Maritime Academy      |      | Vallejo         | 1929    | 880             |
| California State Polytechnic University, Pomona   |      | Pomona          | 1938    | 29 100          |
| California State University, Los Angeles          |      | Los Angeles     | 1947    | 27 000          |
| California State University, Sacramento           |      | Sacramento      | 1947    | 31 700          |
| California State University, Long Beach           |      | Long Beach      | 1949    | 39 400          |
| California State University, East Bay             |      | Hayward         | 1957    | 13 400          |
| California State University, Fullerton            |      | Fullerton       | 1957    | 40 000          |
| California State University, Northridge           |      | Northridge      | 1957    | 38 500          |
| California State University, Stanislaus           |      | Turlock         | 1957    | 10 000          |
| California State University, Dominguez Hills      |      | Carson          | 1960    | 16 900          |
| Sonoma State University                           |      | Rohnert Park    | 1960    | 7 100           |
| California State University, San Bernardino       |      | San Bernardino  | 1965    | 19 100          |
| California State University, Bakersfield          |      | Bakersfield     | 1965    | 10 600          |
| California State University, San Marcos           |      | San Marcos      | 1988    | 14 500          |
| California State University, Monterey Bay         |      | Seaside         | 1994    | 7 000           |
| California State University, Channel Islands      |      | Camarillo       | 2002    | 6 400           |